# Municipio de Divisaderos
El Municipio de Divisaderos es uno de los 72 municipios que constituyen el estado mexicano de Sonora. Se encuentra localizado al este del estado en la zona de la Sierra Madre Occidental. Cuenta con una extensión territorial de 617,69 km². Según datos del Censo de Población y Vivienda realizado en 2020 por el Instituto Nacional de Estadística y Geografía (INEGI), el municipio tiene un total de 753 habitantes. Su cabecera municipal y única localidad activa es el pueblo de Divisaderos.
Fue decretado como municipio el 15 de abril de 1932 después de separarse del Municipio de Moctezuma.

## Descripción geográfica
El municipio colinda al norte con el municipio de Granados; al noroeste con Bacadéhuachi; al este con Nácori Chico; al sur con Tepache y Sahuaripa y al oeste con Moctezuma.

### Orografía e hidrografía
Posee un territorio accidentado y sus suelos se componen de cambisol y regosol. El municipio pertenece a la región hidrológica Sonora Sur. Sus recursos hidrológicos son proporcionados principalmente por el río: Bavispe; así como los arroyos: Divisaderos y los Charcos.

### Clima
Su principal clima es el seco; con lluvias en verano y sin cambio térmico invernal bien definido. La temperatura media anual es de 21,2 °C, la máxima se registra en el mes de junio (38,6 °C) y la mínima se registra en enero (4,1 °C). El régimen de lluvias se registra entre los meses de julio y agosto, contando con una precipitación media de 492,1 milímetros.

## Gobierno
Su forma de Gobierno es democrática y depende del gobierno estatal y federal; se realizan elecciones cada 3 años, en donde se elige al presidente municipal y su gabinete. El actual presidente es Claudio Peralta Gracia, militante del Partido Morena.

### Cronología de presidentes municipales
- Crisóforo Romero Salas: (1932-1933)
- Jesús Acuña García: (1932-1933)
- Eleazar Coronado Velarde: (1933-1935)
- Jesús Federico: (1935-1937)
- Anacleto Acuña Velarde: (1937-1939)
- Rafael Acuña Velarde: (1939-1941)
- José Pedro Montaño Acuña: (1941-1943)
- Jesús Acuña García: (1943-1946)
- Eleazar Coronado Velarde: (1946-1949)
- Jesús Acuña García: (1949-1952)
- Francisco Velarde Griego: (1952)
- Jesús Peralta Murrieta: (1952-1955)
- Rafael Acuña Velarde: (1958-1961)
- Trinidad Griego Gallegos: (1961-1964)
- Bartolomé Peralta Murrieta: (1964-1967)
- Vicente Iñigo Velarde: (1967-1970)
- Cuauhtémoc Acuña Griego: (1970-1973)
- Fausto Acuña Coronado: (1973-1976)
- Juan Duarte Jaime: (1976-1979)
- Vicente Iñigo Velarde: (1979-1982)
- Felipe Duarte Tacho: (1982-1985)
- Miguel Ángel Valencia Hernández: (1985-1988)
- Alberto Navarro Carvajal: (1988-1991)
- Jesús Gilberto Griego Duarte: (1991-1994)
- Francisca Coronado Acuña: (1994-1997)
- Manuel Iñigo Coronado: (1997-2000)
- Antonio Tacho Amaya: (2000-2003)
- Israel Alegría Duarte: (2003-2006)
- Rafael López Noriega: (2006-2009)
- Mario Arvayo Duarte: (2009-2012)
- Arturo Jaime Montaño: (2012-2015)
- Armando Arvayo Duarte: (2015-2018)
- Jesús Misael Acuña Acuña: (2018-2024)
- Claudio Peralta Garcia: (2024-2027)